# Rata cellarda
La rata cellarda (o de plomall), al Rosselló rat dormidor (Eliomys quercinus), és un rosegador del gènere Eliomys.
És, juntament amb el liró gris i la marmota alpina, l'únic rosegador de Catalunya que a l'hivern entra en letargia.

## Descripció
És un rosegador d'orelles grosses, ulls sortints i cua llarga, recoberta de pèls, que cap a la punta es van fent més llargs fins a formar un pinzell. El tret més distintiu de la rata cellarda és una màscara facial molt conspícua formada per dues línies de color negre que surten del musell, envolten els ulls i acaben a la base de les orelles.
La coloració general del dors és grisa amb un toc de vermell o de marró, més intens en els animals més vells. El ventre és blanc, amb una taca negra a la base de cada pota. Els pèls que recobreixen la part superior de la cua són de color marró vermellós a la base i negres a l'extrem, mentre que els de la part de sota són sempre blancs.
Dimensions corporals: cap + cos (12-14 cm) i cua (9,8-12 cm). Pes: 60-120 g.

## Hàbitat
Terrenys arbrats (rouredes, fagedes, avellanedes i alzinars) i tota mena d'ambients on abunden les pedres i els grans blocs.
També pot habitar zones ruderals i jardins i a l'hivern pot amagar-se en habitacles humans com graners, pallisses o bordes. En canvi, defuig els terrenys recoberts d'herba.

## Distribució
Habita zones de l'Europa Occidental i de l'Europa de l'Est. A les Balears es troba a Mallorca, Menorca i Formentera, on foren introduïdes en època prehistòrica..

## Costums
És de costums nocturns i presenta un màxim d'activitat cap a mitjanit. Anant amb cotxe quan ja és fosc no és rar veure-la travessar la carretera, espantada per la llum dels fars i amb la cua alçada.
Es mou amb gran agilitat entre les branques dels arbres i arbustos, on construeix un niu esfèric amb branquillons i fulles. Els nius d'hivern, més grans, són ocupats per animals de diferent sexe i edat, mentre que els d'estiu són individuals.
Al final d'octubre o al principi de novembre es retira al niu o s'amaga a les golfes d'una casa, preferentment deshabitada, a dormir i no es desperta fins al final de març o al principi d'abril.

## Subespècies
Se n'han descrit un bon nombre de subespècies de rata cellarda. Entre elles, dues a les Illes Balears i altres dues a la península Ibèrica:
- Rata sarda (E. q. gymnesicus): distribuït per Mallorca i Menorca.
- E. q. ophiusae: la més grossa de les subespècies i present únicament a l'illa de Formentera[4].
- E. q. lusitanicus: de pelatge rogenc i distribuït pel sud-oest d'Ibèria.
- E. q. quercinus: pelatge més fosc, de menys grandària i distribuït per la resta d'Ibèria que no ocupa la subespècie abans esmentada.
- E. q. dichrurus: Sicília.
- E. q. liparensis: Lipari.
- E. q. pallidus: Península Itàlica i Sicilia.
- E. q. sardus: Sardenya i Còrsega.

## Espècies semblants
L'esquirol i el liró, si bé de morfologia semblant i també arborícoles, tenen la cua estarrufada i no presenten màscara facial.